# Lac Fromont
Pour les articles homonymes, voir Fromont (homonymie).
Le lac Fromont est un plan d’eau douce traversé par la rivière Eastmain, dans Eeyou Istchee Baie-James, dans la région administrative du Nord-du-Québec, dans la province de Québec, au Canada.
Le bassin versant du lac Fromont est desservi par quelques routes forestières pour la foresterie et les activités récréotouristiques.
La surface du lac Fromont est habituellement gelée de la fin octobre au début mai, toutefois la circulation sécuritaire sur la glace se fait généralement de la mi-novembre à la fin d'avril.[réf. nécessaire]

## Géographie
Les principaux bassins versants voisins du lac Fromont sont :
- côté nord : rivière Eastmain, lac Lérand, ruisseau Léran, lac Daran ;
- côté est : rivière Eastmain, rivière Saffray, lac Marescot, lac Jules-Léger ;
- côté sud : rivière Témiscamie Est, lac Gaschet, rivière Péribonka, rivière Épervanche ;
- côté ouest : lac Maigneron, lac Kaanapiteyaapiskaa, rivière Tichégami, rivière Eastmain[1].

Situé au Nord du lac Mistassini et traversé vers le Nord par la rivière Eastmain, le lac Fromont comporte une superficie de 20,27 km2. Ce lac difforme comporte une longueur de 22,0 km, une largeur maximale de 1,8 km et une altitude de 487 m.
Le lac Fromont comporte 56 îles, plusieurs baies et presqu’îles, surtout au Sud-Ouest. Les principales caractéristiques de ce lac sont (description selon le sens horaire en partant de l’embouchure) :
- une décharge (venant de l’Est) de lacs non identifiés ;
- la décharge (venant du Nord-Est) du lac Bourinot et d’autres lacs non identifiés ;
- une île (longueur  : 3,2 km) comprise dans une baie de la rive Est du lac ;
- décharge de la rivière Eastmain (venant du Sud-Est), traversant d’abord une baie (longueur : 6,2 km) vers le Nord-Ouest, puis le Nord ;
- une baie étroite s’étirant sur 3,3 km vers le Sud ;
- une décharge (venant du Sud-Ouest) de lacs non identifiés[1].

L’embouchure du lac Fromont est localisée au fond d’une baie au Nord-Est du lac, soit à :
- 31,9 km au Nord-Ouest de la source de la rivière Témiscamie ;
- 57,3 km au Nord de la source de la rivière Tichégami ;
- 60,0 km à l’Ouest de la source de la rivière Péribonka ;
- 151,6 km au Sud-Est du lac Mistassini ;
- 294 km au Nord-Est de l’embouchure du réservoir Eastmain (confluence avec la rivière Eastmain) ;
- 279 km au Nord-Est du centre-ville de Mistissini (municipalité de village cri) ;
- 470 km au Nord-Est de la confluence de la rivière Eastmain et de la baie James[1].

À partir de l’embouchure du lac Fromont, le courant emprunte le cours de la rivière Eastmain laquelle coule sur km généralement vers l’Ouest jusqu’à sa confluence avec la baie James, notamment en traversant le réservoir Eastmain et le réservoir Opinaca.

## Toponymie
Le toponyme "lac Fromont" a été officialisé le 5 décembre 1968 par la Commission de toponymie du Québec, soit à la création de la commission.